# Maropitant
Maropitant ist ein Arzneistoff aus der Gruppe der Antiemetika (Medikamente, die Übelkeit und Brechreiz unterdrücken), der in der Veterinärmedizin verwendet wird. Aus chemischer Sicht gehört er zu den Chinuclidinaminen. Maropitant besitzt zwei Chiralitätszentren, es existieren daher vier Enantiomere. Zulassungsinhaber ist derzeit das Pharmaunternehmen Zoetis.

## Klinische Angaben

### Anwendungsgebiete (Indikationen)
Verwendung findet Maropitant vorwiegend bei Hund und Katze. Es wird als vielseitiges Antiemetikum verwendet (Prophylaxe und Therapie). Auch bei Reisekrankheit kann eine Gabe angezeigt sein. Beim Hund kann es im Rahmen einer Chemotherapie verabreicht werden. Kontraindiziert ist die Gabe beim Vorliegen einer Leber- oder Herzerkrankung. Junge Hunde wurden bei Sicherheitsstudien bislang nicht berücksichtigt. Maropitant ist ein schwacher Calciumkanalblocker, daher sollte eine gleichzeitige Therapie mit solchen Medikamenten vermieden werden.

### Unerwünschte Wirkungen (Nebenwirkungen)
Nach subkutaner Injektion kann es, insbesondere bei Formulierungen mit dem Konservierungsstoff Metacresol, zu einer leichten bis moderaten Schmerzreaktion kommen. Bei Katzen kann eine Applikation zu Mineralisierung der Infiltrate in der Unterhaut führen. Kontakt mit den Augen sollte vermieden werden, da Maropitant stark augenreizend wirkt.

## Pharmakologische Eigenschaften
Maropitant ist ein nicht-peptidischer kompetitiver Antagonist der Substanz P am Tachykininrezeptor NK1, d. h., es verhindert die Bindung des natürlichen Liganden an den Rezeptor. Es wird durch ein Cytochrom P450-System metabolisiert und zu 90 % über die Leber ausgeschieden. Beim Hund beträgt die Halbwertszeit 4 Stunden bis 5 Stunden, bei der Katze 13 bis 16. Die Bioverfügbarkeit liegt bei der Katze bei 50 %, beim Hund bei etwa 25 %.

## Sonstige Informationen
Das Medikament wurde (wie Aprepitant) ursprünglich für die Humanmedizin entwickelt als Ergänzung zu den 5-HT3-Antagonisten. Im Tierversuch zeigte Maropitant eine positive Wirkung bei ulzerativer Dermatitis.

## Handelsnamen
Cerenia, Emex, Prevomax